# Château de Sales (Thorens-Glières)
Pour les articles homonymes, voir Château de Sales.
Le château de Sales est une ancienne maison forte, dont il ne reste aucun vestige qui se dressait sur la commune de Thorens-Glières une commune française, dans le département de la Haute-Savoie et la région Auvergne-Rhône-Alpes.
Le château de Sales fut la demeure ancestrale de la famille de Sales, avant que celle-ci ne s'installe dans le château de Thorens, situé à quelques centaines de mètres en contrebas. La famille de Roussy de Sales, une branche cadette, réside actuellement dans le château de Thorens, ouvert au public depuis 1960.

## Situation

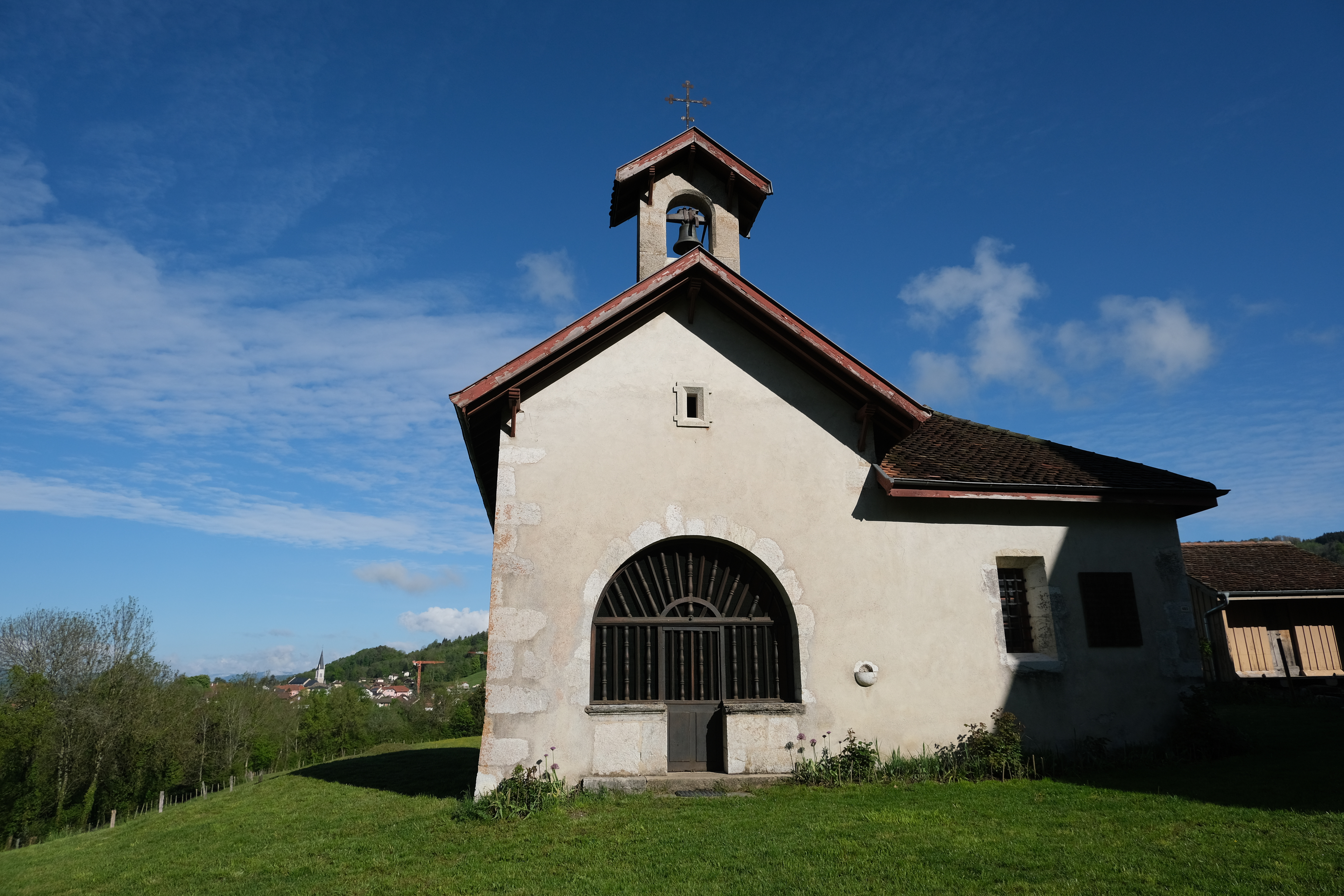
La chapelle de Sales, sur l'emplacement de l'ancien château

Seule une chapelle marque son emplacement. Il s'élevait sur un promontoire que le Flau ou Flan, séparait du bourg.

## Historique
Situé dans de Duché de Savoie et berceau de la famille de Sales, son membre le plus éminent fut François de Sales, évêque de Genève, canonisé en 1665 et proclamé docteur de l'Église en 1877 né au château le 21 août 1567.
Maître d'hôtel du prince Sébastien de Luxembourg-Martigues (dont la fille épousa Philippe-Emmanuel de Lorraine, beau-frère du roi Henri III de France), le père du futur saint prénommé lui aussi François, seigneur de Sales, Boisy et Novel, confronté à la vétusté de sa demeure, entrepris d'acheter, à partir de 1551, aux Luxembourg-Martigues, le château voisin de Thorens. En 1617, le château de Sales est détruit par un incendie.
Le château de Sales est détruit en 1630 lors de l'invasion de la Savoie par la France (1630-1631). Le comte Louis de Sales, frère cadet de saint François de Sales, capitaine-gouverneur du château d'Annecy, s'oppose à l'envahisseur et refuse de livrer le château d'Annecy aux troupes Françaises commandées par le maréchal de Châtillon. En représailles, il vit son château ancestral pillé et brûlé.
En 1672, trois neveux de Louis, dont Mgr Charles-Auguste de Sales, prince-évêque de Genève, font édifier une chapelle sur les ruines du château de Sales, précisément à l'emplacement de la chambre natale de saint François de Sales. Elle est restaurée par le comte François de Roussy de Sales (1860-1943), qui y fait ajouter un caveau dans lequel furent déposées les cendres de ses ancêtres, inhumés jadis dans l'église de Thorens (chapelle Saint-Sébastien).
Cette chapelle est depuis lors la nécropole de la famille de Roussy de Sales. Le dernier comte de Thorens, Jean-François de Roussy de Sales (1928-1999), petit-fils du comte François, repose désormais dans cette chapelle auprès de la plupart de ses ancêtres.
Le château est inscrit au titre des monuments historiques par arrêté du 4 avril 1960 (pour le bâtiment de la poterne à l'entrée de la cour) et arrêté du 16 janvier 1990 (pour les façades et toitures, le salon doré et le jardin).
Le site est classé depuis 1982. Le décor de la chapelle est notamment constitué d'un retable baroque du XVIIe siècle. En face de la chapelle, une croix indique au visiteur le lieu où Dieu inspira à François de Sales la création de l'ordre de la Visitation[réf. nécessaire].

## Description
Le château comportait six hautes tours, trois tourelles et trois corps de logis.